# (73123) 2002 GS58
(73123) 2002 GS58 – planetoida z pasa głównego asteroid okrążająca Słońce w ciągu 3,46 lat w średniej odległości 2,29 j.a. Odkryta 8 kwietnia 2002 roku.